# Swan View
Swan View är en del av en befolkad plats i Australien. Den ligger i kommunen Mundaring och delstaten Western Australia, omkring 20 kilometer nordost om delstatshuvudstaden Perth. Antalet invånare är 7 896.
Runt Swan View är det ganska tätbefolkat, med 111 invånare per kvadratkilometer.. Närmaste större samhälle är Perth, omkring 20 kilometer sydväst om Swan View.
Trakten runt Swan View består till största delen av jordbruksmark. Genomsnittlig årsnederbörd är 763 millimeter. Den regnigaste månaden är juli, med i genomsnitt 131 mm nederbörd, och den torraste är december, med 14 mm nederbörd.